# Regions Morgan Keegan Championships and the Cellular South Cup 2011
Regions Morgan Keegan Championships and the Cellular South Cup 2011 - тенісний турнір, що проходив кортах з твердим покриттям.  Це був 35-й за ліком Regions Morgan Keegan Championships і 26-й за ліком Cellular South Cup. Regions Morgan Keegan Championships належав до категорії 500 у рамках Туру ATP 2011, а Cellular South Cup - до категорії International у рамках Туру WTA 2011. Відбувся в Racquet Club of Memphis у Мемфісі (США). Тривав з 13 до 20 лютого 2011 року.

## Учасниці

### Сіяні учасниці
| Країна   | Гравчиня         | Рейтинг1 | Сіяна |
| -------- | ---------------- | -------- | ----- |
| Чехія    | Барбора Стрицова | 56       | 1     |
| Швеція   | Софія Арвідссон  | 60       | 2     |
| США      | Мелані Уден      | 61       | 3     |
| Росія    | Алла Кудрявцева  | 71       | 4     |
| Білорусь | Ольга Говорцова  | 73       | 5     |
| Канада   | Ребекка Маріно   | 84       | 6     |
| Чехія    | Рената Ворачова  | 85       | 7     |
| США      | Ваня Кінґ        | 86       | 8     |

- Рейтинг подано станом на 7 лютого 2011.

### Інші учасниці
Нижче наведено учасниць, які отримали вайлд-кард на участь в основній сітці:
- Беатріс Капра
- Кетрін Гаррісон
- Айла Томлянович

Нижче наведено гравчинь, які пробились в основну сітку через стадію кваліфікації:
- Стефані Форец Гакон
- Алекса Ґлетч
- Анна-Лена Гренефельд
- Гезер Вотсон

Гравчиня, що потрапила в основну сітку як щасливий лузер:
- Александра Стівенсон

## Учасники

### Сіяні учасники
| Країна            | Гравець           | Рейтинг1 | Сіяний |
| ----------------- | ----------------- | -------- | ------ |
| США               | Енді Роддік       | 8        | 1      |
| Іспанія           | Фернандо Вердаско | 9        | 2      |
| Франція           | Гаель Монфіс      | 12       | 3      |
| США               | Марді Фіш         | 16       | 4      |
| США               | Сем Кверрі        | 17       | 5      |
| США               | Джон Ізнер        | 23       | 6      |
| Китайський Тайбей | Лу Єн-Сун         | 38       | 7      |
| ПАР               | Кевін Андерсон    | 40       | 8      |
| Бельгія           | Ксав'є Малісс     | 45       | 9      |

- Рейтинг подано станом на 7 лютого 2011

### Інші учасники
Нижче наведено учасників, які отримали вайлд-кард на участь в основній сітці:
- Джеймс Блейк
- Хуан Мартін дель Потро
- Мілош Раоніч

Нижче наведено гравців, які пробились в основну сітку через стадію кваліфікації:
- Ян Гаєк
- Роберт Кендрік
- Майкл Расселл
- Раян Світінг

## Переможці та фіналісти

### Чоловіки. Одиночний розряд
Енді Роддік —  Мілош Раоніч, 7–6(6), 6–7(11), 7–5
- Для Роддіка це був 1-й титул за рік і 30-й - за кар'єру. Це була його 3-тя перемога на цьому турнір після 2002 і 2009 років.

### Одиночний розряд. Жінки
Магдалена Рибарикова —  Ребекка Маріно, 6–2, ret.
- Для Рибарикової це був перший титул за сезон і 2-й - за кар'єру.

### Парний розряд. Чоловіки
Макс Мирний /  Деніел Нестор —  Ерік Буторак /  Жан-Жульєн Роєр, 6–2, 6–7(6), [10–3]

### Парний розряд. Жінки
Ольга Говорцова /  Алла Кудрявцева —  Андреа Главачкова /  Луціє Градецька, 6–3, 4–6, [10–8]